# Ron Wyden
Ronald Lee "Ron" Wyden, född 3 maj 1949 i Wichita, Kansas, är en amerikansk demokratisk politiker. Han är ledamot av USA:s senat från delstaten Oregon sedan februari 1996. Han var ledamot av USA:s representanthus 1981-1996.
Han studerade först vid University of California, Santa Barbara på en basketbollstipendium och avlade sedan 1971 grundexamen vid Stanford University. Han avlade 1974 juristexamen vid University of Oregon.
Wyden är jude. Hans föräldrar flydde från Nazityskland till USA.